# Erik Braadland
Erik Braadland (* 21. November 1910 in Idd; † 14. Juli 1988) war ein norwegischer Diplomat und Politiker.

## Werdegang
Braadland war Sohn des Majors und Abgeordneten Birger Braadland. Nach Eintritt in den Auswärtigen Dienst des Königreichs Norwegen kam er nach Tätigkeit in Stockholm 1945 nach Deutschland. Von 1947 an war er Legationsrat in der norwegischen Militärmission in Berlin und von 1948 bis 1952 deren stellvertretender Leiter. Von 1951 bis 1952 war er zudem Geschäftsträger der Kgl. Norwegischen Gesandtschaft in Bonn. Es folgten Stationen als Gesandter in Belgrad von 1952 bis 1954, als Botschafter in Moskau von 1954 bis 1958 und als Botschafter in London von 1959 bis 1961.
Nach seiner Wahl in das Storting 1961 verließ er den Auswärtigen Dienst. Dem norwegischen Parlament gehörte er als Abgeordneter der Senterpartiet bis 1969 an.

## Ehrungen
- 1945: Wasaorden
- 1954: Orden der Jugoslawischen Fahne
- 1952: Großes Verdienstkreuz der Bundesrepublik Deutschland
- 1957: Sankt-Olav-Orden (Kommandeur)